# Gura Văii, Brașov
Gura Văii (până în 1965 Netotu, în maghiară Netot) este un sat în comuna Recea din județul Brașov, Transilvania, România. Este situat pe pârâul, afluent al Oltului, care și-a păstrat numele: Netot.

## Istorie
- Satul este menționat pentru prima dată în documentul emis la 16 iunie 1556 la cetatea Făgărașului, cu ocazia unei confirmări de moșii boierești făcută de către Ana de Nadasd, văduva lui Ștefan Mailat, împreună cu boierii jurați din Țara Făgărașului.[3]
- Este menționat și într-un document mai vechi (din 28 iunie 1552) al Arhivei capitulare de Alba Iulia (păstrate în Biblioteca Batthyaneum), în care, alături de alți boieri jurați, apare boierul Bukur de Netot (Netotul-i Bukur).[4]
- În anul 1733, când episcopul român unit cu Roma (greco-catolic) Inocențiu Micu-Klein a decis organizarea unei conscripțiuni[5] în Ardeal, satul Netotu număra 62 de familii, altfel spus, în sat trăiau circa 310 persoane. În localitatea Netotu, în anul 1733, erau recenzați doi preoți uniți (greco-catolici): Dumitru și Bukur, ale căror nume de familie nu le cunoaștem. Din registrul aceleiași conscripțiuni, afăm că în sat funcționa o biserică greco-catolică[6]:410. Numele localității Nethot, ca și al unuia dintre preoți, Bukur (=Bucur) erau redate în ortografie maghiară, întrucât rezultatele recensământului erau destinate unei comisii formate din neromâni, și în majoritate maghiari[6]:303.
- În 1765, satul a fost parțial militarizat și a făcut parte din Compania a IX-a de graniță a Regimentului I de Graniță de la Orlat până în 1851, când a fost desființat.

## Personalități
- La Netotu s-a născut Ioan Gavrilă Ogoranu (1 ianuarie 1923 - 1 mai 2006), conducătorul grupului de luptători anticomuniști, care a acționat în Munții Făgărașului, pe versantul nordic, între anii 1949 - 1956.

## Imagini

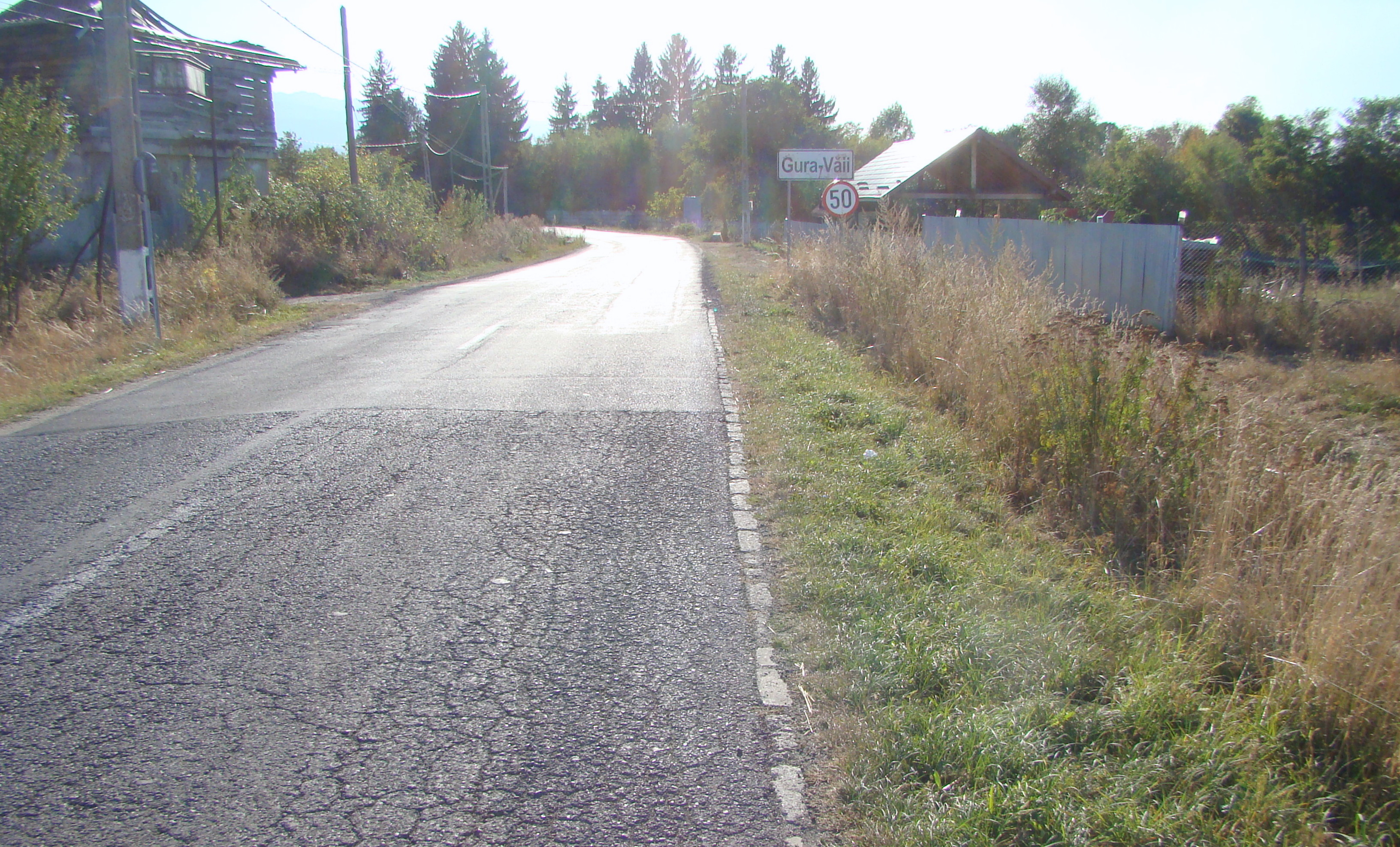
Intrarea în localitate
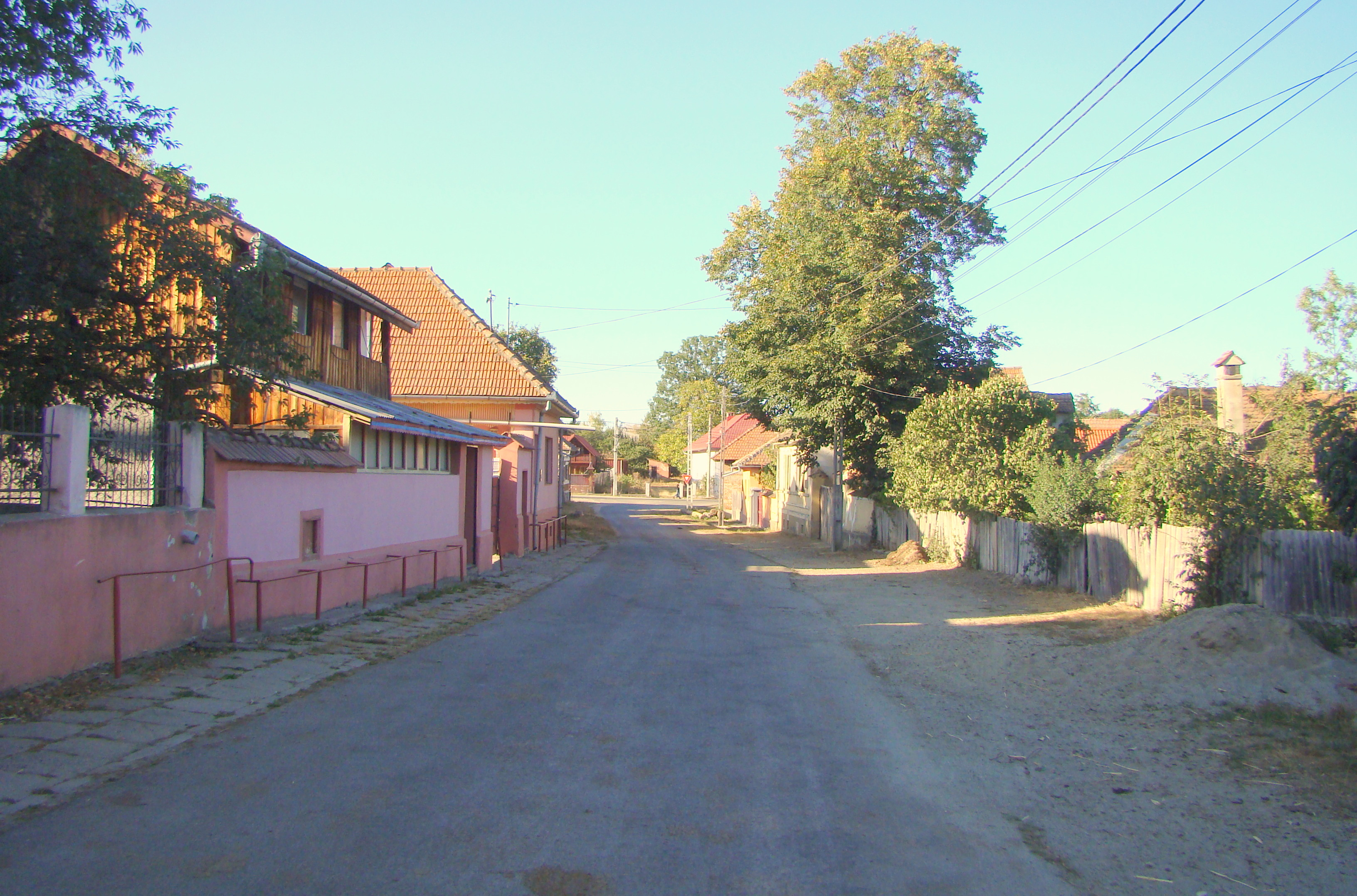
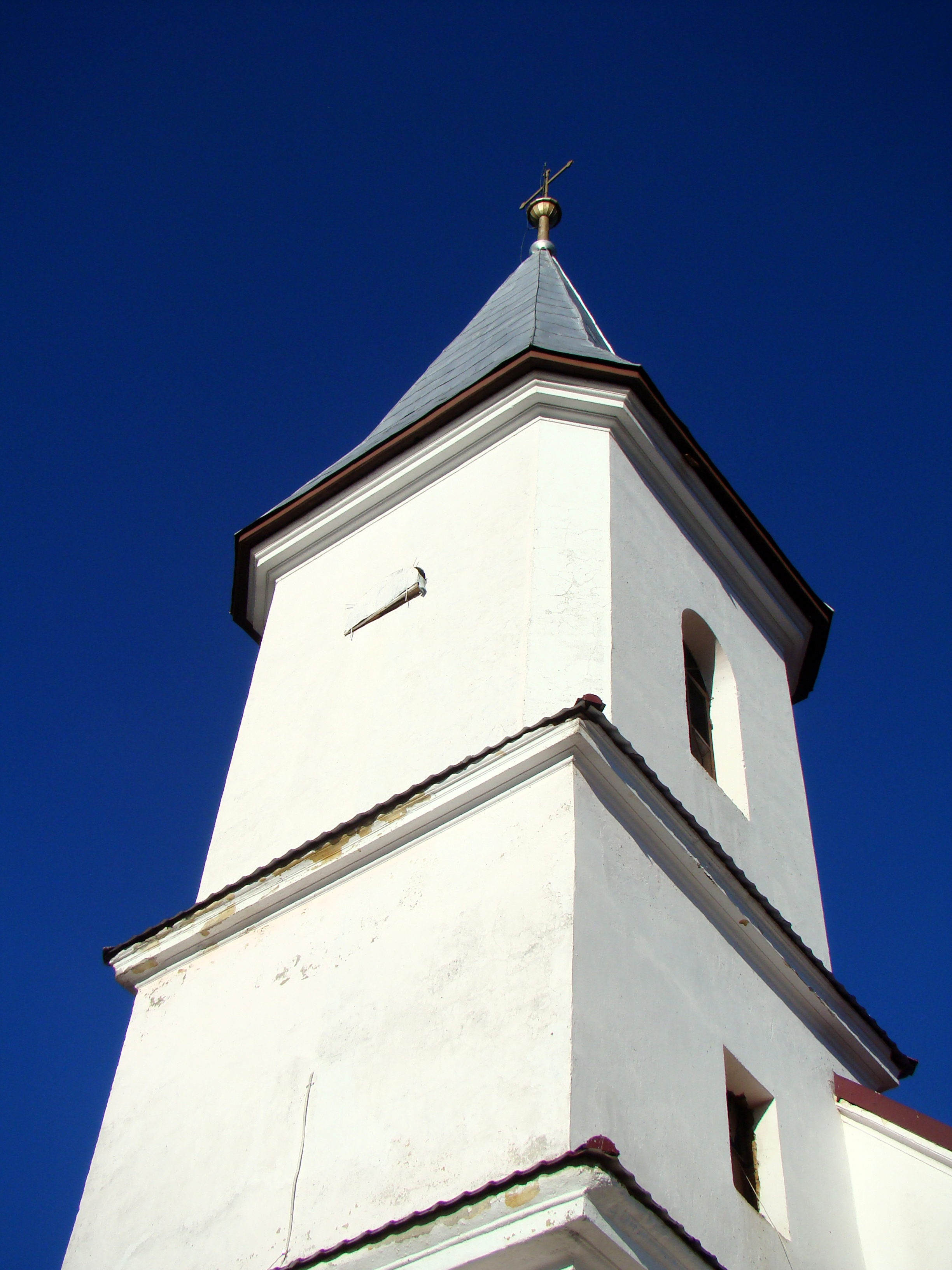
Turnul bisericii
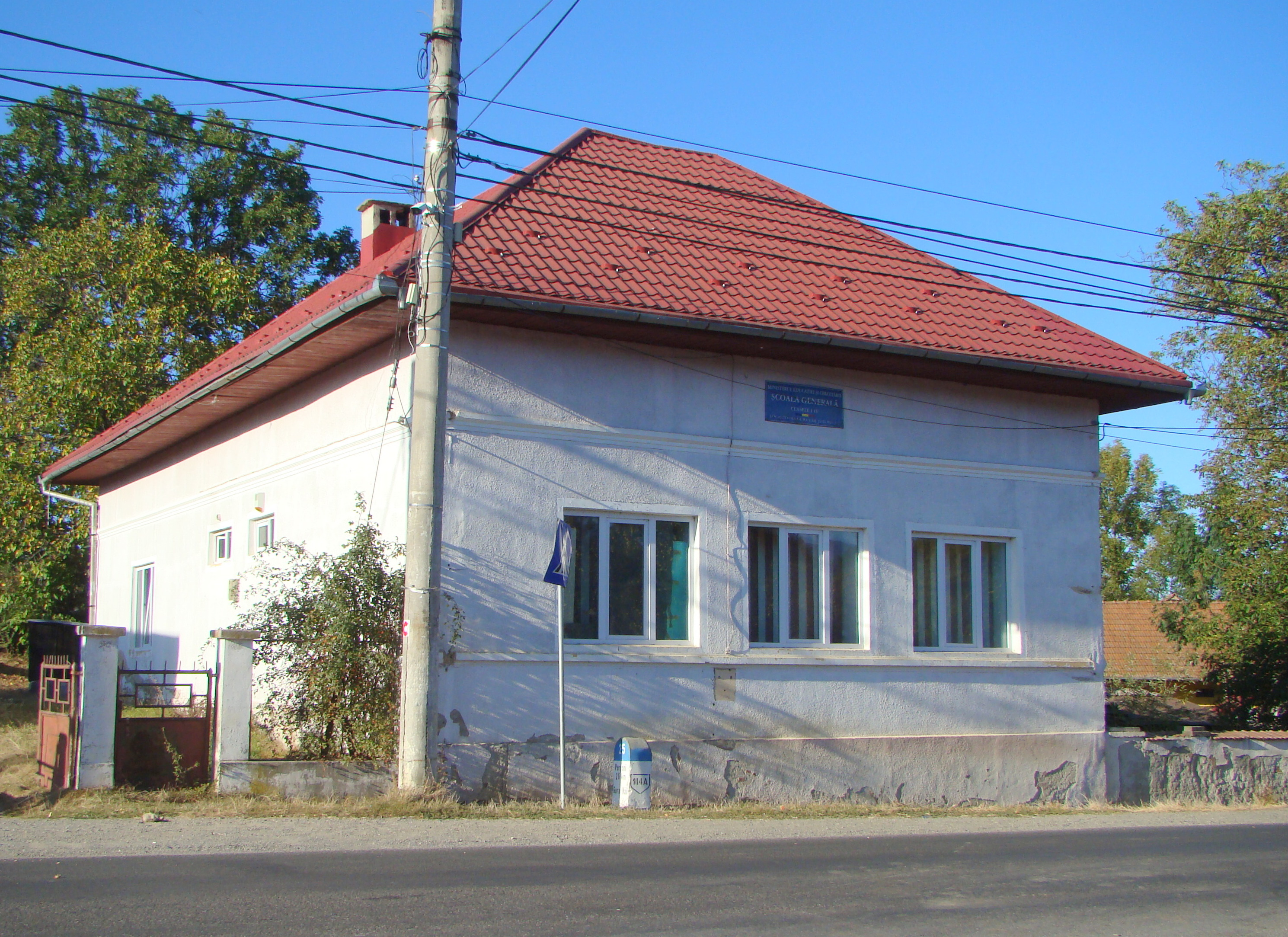
Școala